# Elanus
Elanus är ett släkte i familjen hökar som förekommer på alla kontinenter utom Antarktis. 

## Systematik
Tidigare trodde man att alla glador var släkt med varandra. DNA-studier visar dock att det inte alls är fallet. Exempelvis står gladorna i Milvus nära havsörnar, Ictinia en del av vråkarna och svalstjärtsgladan i Elanoides nära bivråkarna i Pernis. Det likartade utseendet glador emellan är en anpassning till likartade levnadssätt. Gladorna i Elanus tros stå nära saxstjärtsgladan och pärlgladan. Tillsammans utgör de en systergrupp till alla övriga arter i familjen.

### Arter i släktet
Numera urskiljs fyra arter i släktet:
- Vitstjärtad glada (E. leucurus)
- Svartvingad glada (E. caeruleus)
- Svartskuldrad glada (E. axillaris)
- Nattglada (E. scriptus)